# Triptykon
Triptykon je hudební projekt Thomase Gabriela Fischera, zakladatele metalových kapel Hellhammer, Celtic Frost a Apollyon Sun. Fischer oznámil svůj odchod od Celtic Frost v květnu 2008 a krátce poté odhalil svůj nový projekt s názvem Triptykon. Název kapely vychází ze slova triptych v tom smyslu, že Triptykon je třetí opus po Hellhammer a Celtic Frost. Logo kapely je inspirováno nápisy užívanými ve Výmarské republice.
Triptykon bude znít tak podobně Celtic Frost jak jen to bude možné, a album bude obsahovat všechen materiál, který jsem si představoval jako nástupce alba Monotheist od Celtic Frost. Chci temnější, těžší, a trochu více experimentální album založené na Monotheist. První zvuková ukázka bude skladba "Crucifixus", kterou naleznete na Myspace mezi ostatními skladbami.
Thomas Gabriel Fischer
5. srpna 2009 Triptykon vydali tiskovou zprávu oznamující nahrávání debutového alba Eparistera Daimones.
21. prosince 2009, Triptykon vydali novou tiskovou zprávu odhalující uzavření smlouvy s vydavatelstvími Prowling Death Records a Century Media Records pro vydání alba Eparistera Daimones 22. března 2010. Prowling Death Records je vlastní vydavatelství Thomase G. Fischera.

Následující EP nazvané Shatter bylo vydáno 25. října 2010. Ke stejnojmenné skladbě byl také zveřejněn videoklip.

## Diskografie
Studiová alba
- Eparistera Daimones (2010)
- Melana Chasmata (2014)[2]

EP
- Shatter (2010) (EP)

Živá alba
- Requiem (Live at Roadburn 2019) (2020) – CD/LP + DVD

Singly
- Breathing (2014)

Box sety
- Eparistera Daimones – The Complete Sessions (2010)

## Členové
- Thomas Gabriel Fischer - vokály, kytara (ex-Hellhammer, ex-Celtic Frost, ex-Apollyon Sun)
- Victor Santura - kytara, vokály (Dark Fortress, Non Euclid)
- Norman Lonhard - bicí, perkuse (Fear My Thoughts, Pigeon Toe)
- Vanja Slajh - baskytara

### Dřívější členové
- Reed St. Mark - bicí, perkuse (ex-Celtic Frost, ex-Mindfunk)